# Dorota Rubin
Dorota Rubin (ur. 19 października 1979) – polska aktorka filmowa, teatralna i telewizyjna.
Ukończyła Warszawską Akademię Teatralną im. A.Zelwerowicza, wydział aktorski w 2002 roku. W tym samym roku otrzymała nagrodę im. A. Mularczyka za osiągnięcia artystyczne. Doświadczenie sceniczne zdobywa dzięki stałej współpracy z Teatrem Narodowym, gra w spektaklach: „Śluby panieńskie”, „Iwanow” w reż. Jana Englerta, „Umowa, czyli łajdak ukarany”, w reż. J. Lasalle’a, „Fedra” i „Marat Sade”, w reż. M. Kleczewskiej (2009 – Nagroda im. A. Zelwerowicza dla Zespołu Teatru Narodowego w Warszawie za wybitne dzieło zbiorowe w spektaklu „Marat/Sade” P. Weissa w reż. Mai Kleczewskiej (Miesięcznik „Teatr”)).  Współpracowała z Teatrem Montownia, Och Teatrem, Teatrem Nowym Praga oraz Teatrem Na Woli. Wraz z kolegami z teatru wyprodukowała „Próby” w reż. Waldemara  Śmigasiewicza w Teatrze Studio Buffo. 

## Spektakle teatralne
Teatr Narodowy w Warszawie
- Ryszard II
- Gorczyczka
- Happy End
- 2006: Fedra (reż. M. Kleczewska)
- 2007: Śluby panieńskie (reż. J. Englert)
- 2008: Iwanow (reż. Jan Englert)
- 2009: Marat/Sade (reż. M. Kleczewska)

Teatr Studio Buffo
- 2008: Próby (reż. Waldemar Śmigasiewicz)

Teatr Na Woli
- Ania z Zielonego Wzgórza

Teatr Montownia
- Smutna Królewna
- Lovv

## Filmografia
- 2000: M jak miłość – sekretarka w szpitalu
- 2005: Magda M. – Justyna Kolasa
- 2006: Chaos
- 2011: Usta usta – asystentka Krzysztofa (odc. 28 i 32)
- 2019: Zawsze warto – Marzena